# Mamman Makama
Mamman Makama (* 23. November 1946) ist ein ehemaliger nigerianischer Sprinter, der sich auf den 400-Meter-Lauf spezialisiert hatte.
Bei den Olympischen Spielen 1968 erreichte er über 400 m das Viertelfinale und schied in der 4-mal-400-Meter-Staffel im Vorlauf aus.
1970 schied er bei den British Commonwealth Games in Edinburgh über 400 m im Halbfinale aus und kam mit der nigerianischen Mannschaft auf den siebten Platz in der 4-mal-400-Meter-Staffel.
Bei den Olympischen Spielen 1972 in München kam er in der 4-mal-400-Meter-Staffel nicht über die erste Runde hinaus.
1974 wurde er bei den British Commonwealth Games in Christchurch Achter über 400 m und mit der nigerianischen 4-mal-400-Meter-Stafette erneut Siebter.
Seine persönliche Bestzeit von 45,94 s stellte er am 20. Januar 1974 in Christchurch auf.